# Вјалозеро
Вјалозеро (рус. Вялозеро) велико је слатководно језеро ледничког порекла смештено у јужном делу Мурманске области, на крајњем северозападу европског дела Руске Федерације. Језеро се налази у јужном делу Кољског полуострва, а административно припада Терском рејону. Преко своје једине отоке, реке Вјале, повезано је са басеном реке Умбе, односно са акваторијом Белог мора.
Његове обале су јако разуђене, а сама акваторија је јако издужена у смеру северозапад--југоисток-југ. Под ледом је од краја октобра до краја маја.
Површина језерске акваторије је 98,6 км², а површина језера налази се на надморској висини од 121 метра. Подручје које отиче ка Вјалозеру обухвата територију површине око 450 км².